# Przednia ischemiczna neuropatia nerwu wzrokowego
Przednia ischemiczna neuropatia nerwu wzrokowego (ang. - anterior ischemic optic neuropathy, AION) – choroba polegająca na utracie widzenia w wyniku uszkodzenia nerwu wzrokowego spowodowanego niedokrwieniem (ischemią). Istnieją dwie formy AION – związana z zapaleniem tętnic (AAION), gdzie utrata widzenia jest efektem stanu zapalnego tętnic głowowych oraz niezwiązana z zapaleniem tętnic (NAION), wywoływana uszkodzeniami małych naczyń krwionośnych niezwiązanymi ze stanem zapalnym.

## Wstęp
Rozróżnienia pomiędzy AAION i NAION dokonuje się, by zwrócić uwagę na odmienne etiologie tych dwóch form przedniej ischemicznej neuropatii nerwu wzrokowego. AAION jest wywoływana przez olbrzymiokomórkowe zapalenie tętnic, stan zapalny naczyń krwionośnych średniej wielkości, które szczególnie często występuje u osób starszych. Z kolei NAION jest wynikiem współwystępowania czynników ryzyka układu krążeniowego i gęsto upakowanych nerwów i naczyń w tarczy nerwu wzrokowego. NAION jest częstsze niż AAION i przeważnie dotyka młodszych pacjentów. Stosunkowo niewiele przypadków NAION kończy się całkowitą utratą wzroku, podczas gdy większość osób cierpiących na AAION ostatecznie ślepnie.
Ponieważ terminy NAION i AION są często stosowane zamiennie w dalszej części artykułu więcej uwagi poświęcone będzie przedniej ischemicznej neuropatii nerwu wzrokowego niezwiązanej z zapaleniem tętnic. NAION jest izolowanym udarem istoty białej w nerwie wzrokowym, będącym najczęstszą przyczyną nagłej utraty widzenia związanej z nerwem wzrokowym. Szacuje się, że choroba ta dotyka (często obustronnie) ponad 10000 Amerykanów każdego roku. Obecnie brak skutecznej terapii klinicznej, głównie ze względu na niewielką liczbę badań nad patofizjologią i histopatologią tego schorzenia.
Wyczerpująca praca przeglądowa podsumowująca obecny stan wiedzy o ischemicznej neuropatii zarówno przedniej jak i tylnej została opublikowana w maju 2009 roku.

## Symptomy i diagnoza
NAION objawia się zwykle gwałtownie, w momencie przebudzenia. Pacjenci doświadczają upośledzenia wzroku w jednym oku. Pole widzenia w dotkniętym oku jest przesłonięte ciemnym cieniem, który często znajduje się jedynie w górnej lub dolnej połowie pola i jest intensywniejszy od strony nosa. Zaburzeniom wzroku nie towarzyszy ból. Po około 6 miesiącach od epizodu niedokrwienia ostrość widzenia poprawia się o 3 lub więcej linii na tablicy Snellena u 42,7% pacjentów. Z kolei u 12,4% pacjentów widzenie pogarsza się o 3 lub więcej linii. U 15-20% pacjentów z NAION dochodzi do wystąpienia objawów w drugim oku w okresie 5 lat. Na szczęście schorzenie to nie utrudnia życia w bardzo dużym stopniu, ponieważ ostrość widzenia jest przeważnie jedynie umiarkowanie upośledzona. Ponadto upośledzenie widzenia u większości pacjentów następuje jedynie w górnej lub dolnej połowie pola widzenia, ale nie w obu naraz. Tylko nieliczne przypadki NAION kończą się niemal zupełną utratą wzroku.
Ponieważ AION związane z zapaleniem tętnic ma podobne objawy do NAION, pacjenci powyżej 50 roku życia, u których podejrzewa się NAION powinni również przejść badania wykluczające AAION (symptomami pozwalającymi na rozróżnienie mogą być współwystępujące: bolesne skurcze mięśni szczęk, nadwrażliwość skóry głowy, utrata masy ciała, zmęczenie, bóle mięśni, utrata apetytu). Ponadto pacjenci powyżej 75 roku życia u których zdiagnozowano NAION powinni przejść dodatkowe badania krwi.

## Zapadalność
Szacuje się, że w USA około 8000 osób zapada na AION każdego roku.

## Przyczyny i czynniki ryzyka
Mechanizm rozwoju NAION nie jest do końca zrozumiany. Wśród ekspertów istnieje jednak zgoda co do dwóch głównych czynników ryzyka. Pierwszym z nich jest predyspozycja polegająca na specyficznym ukształtowaniu tarczy nerwu wzrokowego, czyli miejsca w którym aksony komórek siatkówki zbierają się w nerw wzrokowy. Nerw wzrokowy jest pęczkiem aksonów, które przenoszą sygnał wizualny z oka do mózgu. Nerw ten musi przejść przez otwór w dnie oka, który przeważnie jest o 20-30% szerszy niż średnica nerwu. U niektórych osób nerw wzrokowy jest niemal równie szeroki co otwór w dnie oka przez co tarcza nerwu wzrokowego wydaje się „przeładowana” w trakcie badania. Zbyt gęste upakowanie tarczy nerwu wzrokowego jest czynnikiem ryzyka wystąpienia NAION, aczkolwiek zdecydowana większość osób o takim ukształtowaniu tarczy nie doświadcza tej choroby.
Drugim istotnym czynnikiem jest występowanie ogólnych czynników ryzyka układu krwionośnego. Należą do nich np. cukrzyca, nadciśnienie tętnicze i wysoki poziom cholesterolu. Najważniejszym czynnikiem ryzyka z tej grupy jest występowanie obniżonego ciśnienia krwi w czasie snu, co jest przyczyną pojawienia się objawów NAION zaraz po przebudzeniu u co najmniej 75% chorych. Czynniki ryzyka związane z układem krążenia prowadzą do wystąpienia częściowej ischemii tarczy nerwu wzrokowego, prowadzącej do opuchnięcia całej struktury. Gdy otwór przez który nerw wzrokowy penetruje dno oka jest niewystarczająco szeroki, opuchnięcie prowadzi do dalszego nacisku na naczynia krwionośne nerwu i tarczy i – w konsekwencji – postępującego niedokrwienia przedniej części nerwu.
Ponieważ oboje oczu ma przeważnie zbliżoną budowę, oftalmolodzy często badają oko niedotknięte NAION w celu oszacowania predyspozycji anatomicznych. W przypadku jednostronnej NAION istnieje 14,7% ryzyko wystąpienia schorzenia w drugim oku w przeciągu 5 lat. Pewna ilość pacjentów, którzy doświadczyli NAION zgłaszała, że schorzenie rozwinęło się w bezpośrednim następstwie doustnego przyjęcia leków przeciwko zaburzeniom erekcji.

## Leczenie
Przez długi czas uważano, że brak skutecznej terapii pozwalającej na leczenie NAION. Aczkolwiek ostatnie badania retrospektywne, analizujące opisane przypadki (bez grupy kontrolnej) wykazały, że u 70% pacjentów, którym na wczesnym etapie NAION podawano duże dawki kortykosteroidów ostrość widzenia poprawiała się, podczas gdy w przypadku pacjentów nieleczonych odsetek ten wynosił 41%. Badania pokazują, że poprawa ostrości widzenia może nastąpić w przeciągu 6 miesięcy, ale nie później. By zminimalizować zagrożenie wystąpienia dalszego pogorszenia widzenia w oku już dotkniętym NAION lub w drugim oku należy ograniczyć czynniki ryzyka. Dotyczy to szczególnie czynników ryzyka związanych z układem krążenia. Nagła utrata widzenia powinna być natychmiast skonsultowana z oftalmologiem, a w przypadku podejrzenia NAION zaleca się konsultację z neurooftalmologiem.
Niedawny raport Cochrane Collaboration zwrócił uwagę na potrzebę zbadania, czy operacyjne odbarczenie nerwu wzrokowego jest odpowiednio bezpieczną i skuteczną metodą zapobiegania skutkom NAION. Jedyne badanie uwzględnione w tym raporcie nie wykazało istotnego pozytywnego wpływu operacji na poprawę widzenia, za to przejście operacja wiązało się z innymi negatywnymi konsekwencjami (ból, podwójne widzenie). Wiele prowadzonych ostatnio badań próbuje znaleźć sposób skutecznej ochrony (przy użyciu tzw. neuroprotektorów) a nawet regeneracji nerwu wzrokowego w przypadku AION. Jak dotąd nie wykazano jednak u ludzi skuteczności neuroprotektorów w leczeniu NAION.
Istnieje jednak nowy projekt badań klinicznych, które mają być prowadzone równolegle w USA, Indiach, Izraelu, Niemczech i Australii. Badanie to ma używać syntetycznego siRNA do blokowania kaspazy 2, enzymu istotnego w apoptozie.
Ponadto Pfizer, Uniwersytet Południowej Kalifornii, Otsuka Pharmaceutical i inne podmioty indywidualne opatentowały szereg innowacyjnych technik mających związek z leczeniem przedniej ischemicznej neuropatii nerwu wzrokowego.

## Dalsze informacje
- Sohan Singh Hayreh: Ischemic Optic Neuropathies. Springer, 2011. ISBN 978-3-642-11849-4 (Print); ISBN 978-3-642-11852-4 (en.)